# Vishnuloka cuneata
Vishnuloka cuneata är en insektsart som beskrevs av William Lucas Distant 1906. Vishnuloka cuneata ingår i släktet Vishnuloka och familjen sköldstritar. Inga underarter finns listade i Catalogue of Life.